# Lista membrilor formației Black Sabbath
Aceasta este o listă cu foști și actuali membri ai formației Black Sabbath.